# Kazuya Nagayama
Kazuya Nagayama (長山 一也 Nagayama Kazuya?), född 1 april 1982 i Kagoshima prefektur, är en japansk före detta fotbollsspelare.
Nagayama började sin karriär 2004 i Shizuoka FC. 2005 flyttade han till ALO'S Hokuriku (Kataller Toyama). Han spelade 138 ligamatcher för klubben. Han avslutade karriären 2010.